# Dideldum!
Dideldum! ist der Titel einer Sammlung in Versen und Zeichnungen von Wilhelm Busch, die in wechselnder Folge sechs Gedichte, fünf Bildergeschichten sowie Empfehlungen zur Erstellung historischer Porträts beinhaltet und mit einem Fazit beendet wird. Sie erschien erstmals im Jahr 1874 im Heidelberger Bassermann Verlag.

## Inhalt
- Individualität
- Wankelmuth
- Trinklied
- Anleitung zu historischen Portraits
- Trübe Aussicht
- Idiosyncrasie
- Der Maulwurf
- Romanze
- Die Kirmeß
- Der Cylinder
- Summa summarum
- Dilemma
- Schlußchor

## Ausgaben (Auswahl)
- Das große farbige Wilhelm Busch Album. München: Basserman, S. 143–165. ISBN 978-3-8094-3019-3
- Wilhelm Busch – Und die Moral von der Geschicht. Sämtliche Werke und eine Auswahl der Skizzen und Gemälde in zwei Bänden. Hrsg. von Rolf Hochhuth im Bertelsmann Lesering, 1959. Eingeleitet mit dem Essay von Theodor Heuss aus der Biographie Die großen Deutschen. 1. Band, S. 717–750.